# Nathalie Pâque
Nathalie Pâque (Lieja, 11 de mayo de 1977) es una cantante belga, más conocida por su participación en el Festival de la Canción de Eurovisión 1989.

## Su paso por Eurovisión
Fue elegida por la cadena Antenne 2 para representar a Francia en el Festival de Eurovisión 1989, celebrado en Lausana (Suiza) el 6 de mayo. A cinco días de su 12.º cumpleaños, fue la artista más joven en presentarse en Eurovisión. Su canción «J'ai volé la vie» («Robé la vida») consiguió 60 puntos y se ubicó en el octavo puesto. Debido a los comentarios expresados por varios países participantes sobre la edad de Pâque (y del representante de Israel, Gili Natanael de 12 años), la Unión Europea de Radiodifusión modificó las reglas del concurso con respecto a la edad a partir de 1990. En el futuro, ningún participante puede ser menor de 16 años, por lo que el récord de Nathalie se mantiene en pie.

## Después de Eurovisión
Publicó dos álbumes de estudio y varios sencillos en Bélgica y Francia en la década de 1990. En los últimos años, ha aparecido en diversos musicales, como Titanic y Cantando bajo la lluvia, en dichos países.

## Discografía
Álbumes de estudio
- 1996: C'est vrai...je t'aime
- 1998: Chante-nous la vie[4]

Sencillos
- 1989: "J'ai volé la vie"
- 1989: "Ils reviennent"
- 1990: "Bébé bambou"
- 1991: "Danse"
- 1991: "Noël différent"
- 1992: "Kiss Me" (with Daniel Mendy)
- 1992: "Nous, c'est spécial"
- 1993: "Laisse-moi voyager"
- 1996: "C'est vrai...je t'aime"
- 1996: "Je garderai pour toi"
- 1998: "Mama, c'est l'heure"